# Ctenocolletes centralis
Ctenocolletes centralis är en biart som beskrevs av Houston 1983. Ctenocolletes centralis ingår i släktet Ctenocolletes och familjen Stenotritidae. Inga underarter finns listade i Catalogue of Life.

## Bildgalleri

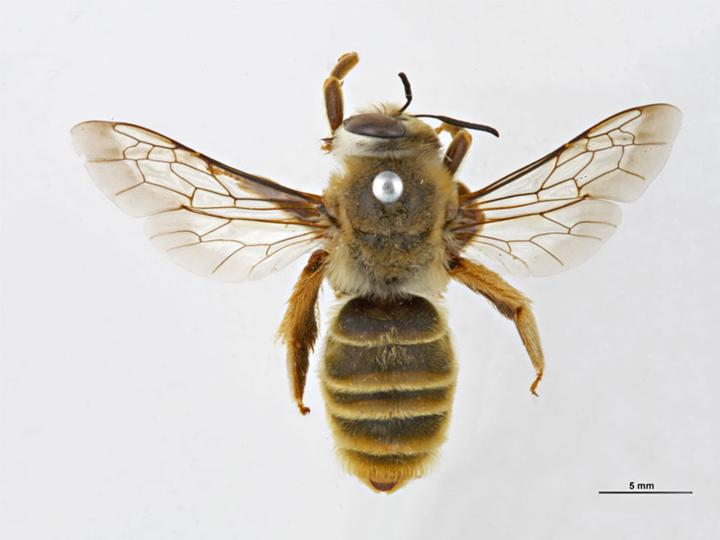